# Elementale

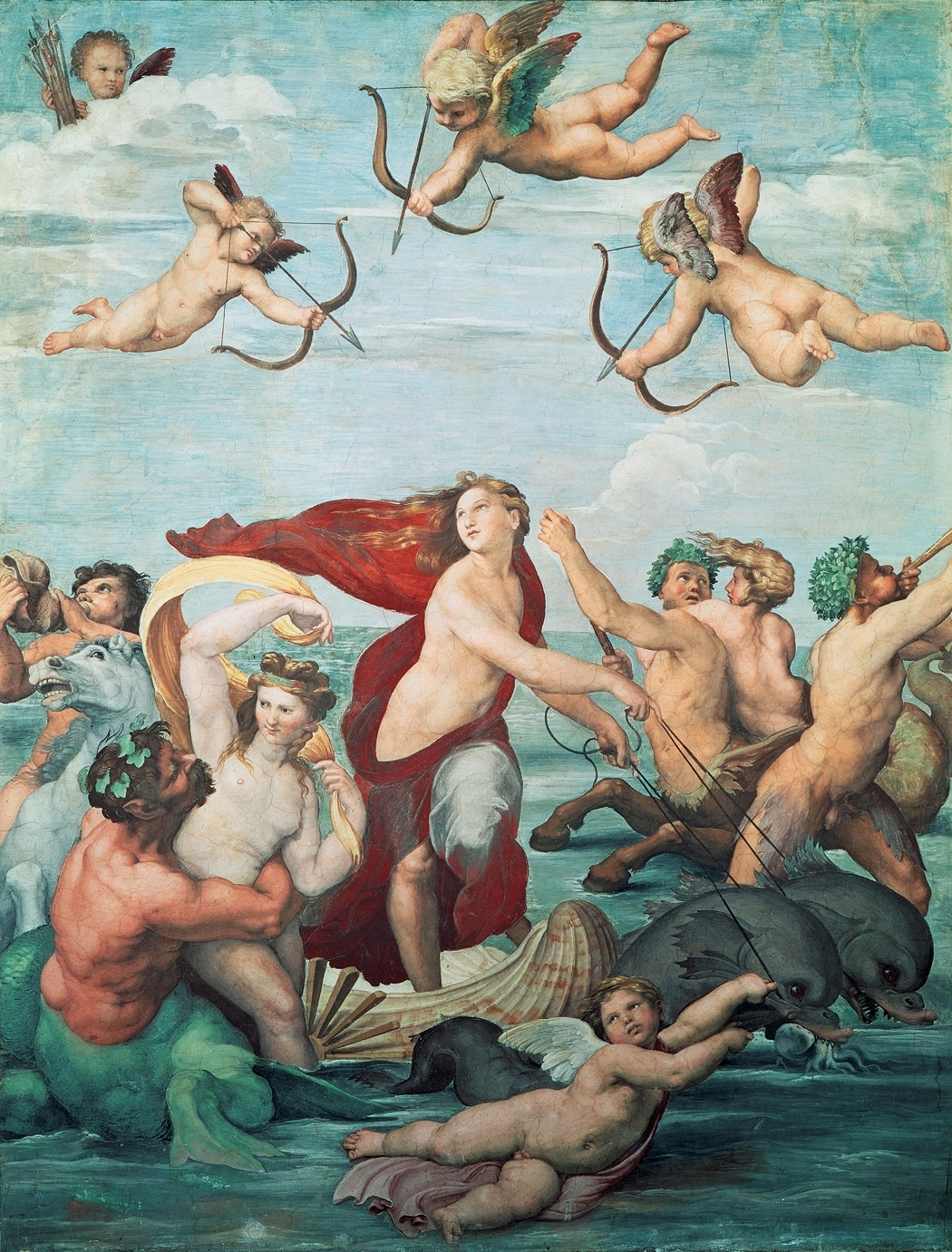
Trionfo di Galatea (Raffaello, 1511) dove sono raffigurati esseri marini ed elfi sotto forma di putti alati

Un elementale è un essere mitologico presente in diverse tradizioni spirituali e animistiche. La parola è un aggettivo nato nell'ambito teosofico, indicante la peculiare caratteristica di tale creatura di appartenere ad uno solo dei quattro elementi classici: acqua, aria, terra e fuoco. Per estensione, elementale è passato da aggettivo a sostantivo, così da indicare direttamente il tipo di creatura, e non solo la sua natura.

## Storici della concezione vitalistica del mondo
La credenza che la natura sia popolata da creature e spiriti invisibili sembra risalire agli albori dell'umanità, presentandosi come una caratteristica comune alle più svariate espressioni del paganesimo e dei riti animisti. Secondo le mitologie indigene africane o in quelle orientali persiane, indiane o cinesi, ad esempio, esiste una scala ascendente di spiriti fino ai deva e oltre, di cui l'uomo comune non ha percezione. Anche nell'antica Grecia, del resto, le divinità del pantheon politeista erano ritenute personificazioni delle forze della natura, e concepite ad essa immanenti; Talete affermava in proposito che «tutte le cose sono piene di dei». Si trattava di concezioni radicalmente anti-deterministe, che si contrapponevano già da allora alle prime forme embrionali del meccanicismo, e che in seguito, maturando, daranno vita ai più complessi sistemi filosofici del pitagorismo, del platonismo, e del neoplatonismo, per i quali ogni aspetto dell'universo non è che un'irradiazione dell'Anima del tutto, attraverso cui esso risulta intimamente vitalizzato da energie e forze arcane, celate nell'oscurità della materia. Un simile complesso di credenze, riconducibili entro la cornice della cosiddetta Vecchia Religione, fu ripreso in parte dal Cristianesimo, trasformando però le divinità e gli spiritelli pagani talora in esseri demoniaci, altre volte sostituendoli con delle creature intermedie come gli angeli o i santi protettori, preposti ognuno alla "giurisdizione" di un particolare aspetto o elemento della realtà, che risulta così da essi tutta animata. Sul piano filosofico queste creature corrispondono ai concetti universali in grado di unificare gli enti appartenenti a un medesimo genere, classe o specie, concetti a cui Tommaso d'Aquino attribuiva un'essenza reale, viva, contrapponendosi a quanti li consideravano invece puramente nominali.
Nel Rinascimento, in cui si accentuò la visione magica ed esoterica della natura, sulla quale prosperò l'alchimia, si deve a Paracelso il primo esplicito trattato sugli spiriti elementali, che egli riteneva responsabili di ogni legge e avvenimento di natura.
(Paracelso, De nymphis, sylphis, pygmaeis et salamandris, trad. it. in Scritti alchemici e magici, Genova, Phoenix, 1991)
Se le concezioni panpsichiste furono successivamente messe in crisi dal ritorno del meccanicismo, rivolto a una conoscenza della natura limitata ai suoi aspetti quantitativi, affiancato da un indirizzo di pensiero nominalista che negando valore alle essenze universali delle specie naturali le assimilava a semplici parole arbitrarie prive di fondamento ontologico, esse tuttavia sopravvissero ad opera di autori come Leibniz, fautore di un ritorno alla filosofia naturale platonico-aristotelica, per riemergere con l'avvento del Romanticismo, durante il quale si va alla riscoperta del passato mitologico dei popoli europei, ritenuto a volte più veritiero dei loro eventi storici. Si diffondeva intanto anche nei riti massonici l'usanza di invocare gli spiriti elementali. L'esistenza degli elementali, senza l'intervento dei quali nessun fenomeno naturale potrebbe prodursi, fu poi esplicitamente affermata dalla Società Teosofica fondata da Helena Petrovna Blavatsky nel 1875, e rimase al centro degli interessi e delle scoperte di vari esponenti dell'antroposofia e dell'esoterismo contemporaneo come Rudolf Steiner, Annie Besant, Geoffrey Hodson, Charles Webster Leadbeater.

## Caratteristiche

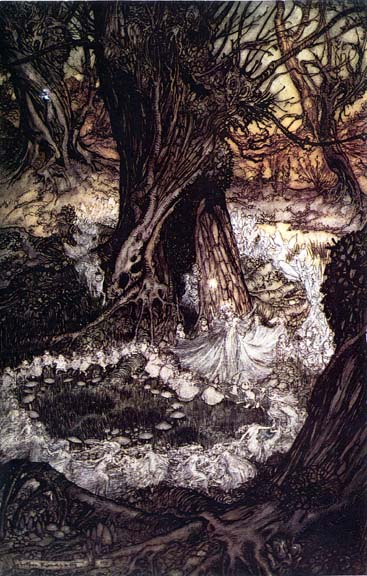
Una processione di fate nel bosco, illustrata da Arthur Rackham (1908)

Secondo la Blavatsky, gli elementali «dimorano nell'etere e possono maneggiare e dirigere la materia eterica per produrre effetti fisici, con la stessa facilità con cui l'uomo può comprimere dell'aria con un apparecchio pneumatico»: essi, cioè, creano la materia grezza, visibile, comprimendo o condensando quella sottile o invisibile, modellandola secondo le immagini che ricevono dall'ambiente circostante, o dalle forme-pensiero di spiriti superiori. In tal modo vive e cresce la natura, da quella inorganica nei suoi aspetti solido, fisico e gassoso, fino a quella organica, costituita dalle piante e dagli animali.
Le piante ad esempio, secondo Rudolf Steiner, non potrebbero essere comprese con gli strumenti intellettuali messi a disposizione dal meccanicismo materialista, poiché la loro crescita è dovuta in realtà ad una cooperazione delle creature di tutti e quattro i livelli elementali: quelle della terra, che trasmettono alle radici le informazioni dal cosmo assorbite dal suolo; quelle dell'acqua, che operano da agenti chimici attraverso il fluido della linfa trasformando l'etere in sostanze nutritive; quelle dell'aria, che assorbono la luce e la tessono in forme ideali, come già intuito da Goethe nella sua concezione della «Forma Archetipica»; e infine le creature del fuoco, che trasmettono il calore del mondo alle piante, donando loro il potere fertilizzante. 
Steiner riprende la tesi di Goethe che, polemizzando con i botanici del suo tempo, sosteneva come la fruttificazione non avvenisse nel fiore, all'interno del quale l'impollinazione produrrebbe soltanto la formazione del seme maschile, che di per sé non è ancora in grado di generare alcunché. La fertilizzazione avviene quando quest'ultimo, che è il risultato degli spiriti del fuoco, incontra l'opera degli spiriti della terra, situata nello strato di tessuto sottostante la corteccia (cambium), ossia per l'interazione fra gli esseri della terra e quelli del cielo.
(Rudolf Steiner )
Gli elementali operano integrando la loro coscienza dentro le rispettive creazioni fisiche, seguendo le direttive di esseri superiori, conosciuti in India come deva, che forniscono loro un'impronta-pensiero derivante a loro volta da gerarchie superiori. Ogni deva consiste in una sorta di "anima collettiva", che unifica o raggruppa più esseri viventi, come piante o animali, i quali non posseggono un "io" individuale come quello umano.
Tutta la materia è dominata dalla presenza di spiriti elementari che si trovano imprigionati dentro di essa. Secondo Steiner, il rapporto quotidiano con gli oggetti determina un passaggio di questi spiriti che giungono all'uomo. Se fissiamo una pietra, da essa catturiamo senza volerlo degli spiriti elementari. La loro liberazione avviene tutte le volte in cui adottiamo un approccio spirituale. 
(Rudolf Steiner, Gerarchie spirituali e loro riflesso nel mondo fisico, Opera Omnia n. 110, traduzione di Lina Schwarz, pag. 33, Editrice Antroposofica, Milano, 2010)
Alla morte dell'uomo gli spiriti non liberati rimarranno con lui anche nella successiva reincarnazione. Quelli liberati tornano negli elementi originari.

## Spiriti elementali

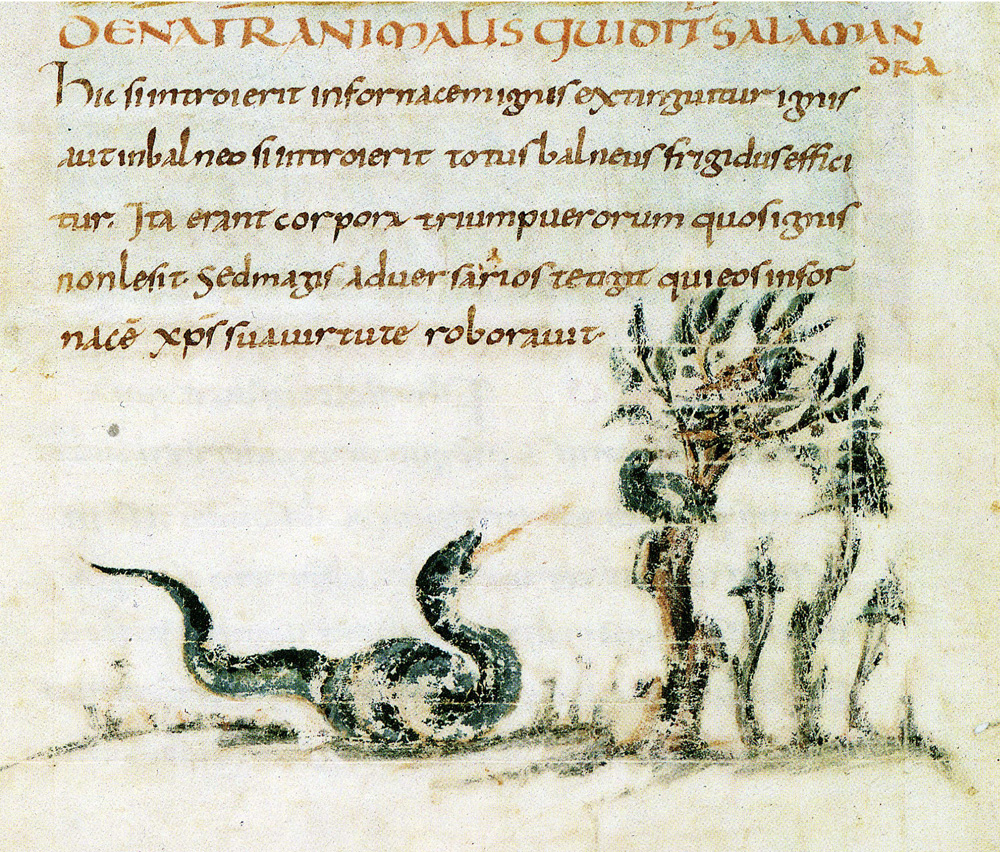
Una Salamandra illustrata nel Fisiologo di Berna, manoscritto miniato del IX secolo

Ogni elementale ha un suo simbolo, un suo punto cardinale di invocazione, un proprio Angelo, Arcangelo o Governante, ha il proprio Re e un proprio colore particolare.
Gli spiriti elementali sono a guardia della loro "porta" o mondo di entrata, propria dell'elemento che vigilano.

### Elementale del fuoco
- Cardine: Sud o Darom [12]
- Nome: Salamandre (chiamate da Paracelso anche Vulcani)[13]
- Colore: Rosso
- Simbolo: leone
- Strumento di comando: Bacchetta o tridente [14]

Le salamandre sono le più potenti fra gli spiriti elementali. Bellissime, vengono descritte talora come lingue infuocate, talora come globi luminosi. Vivono nelle zone desertiche e presso i vulcani attivi. Raramente si mostrano agli esseri umani.

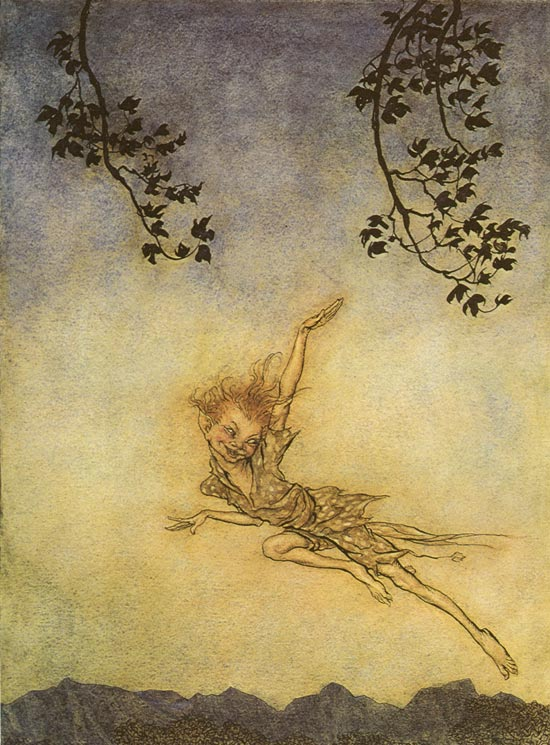
L'Elfo Puck, da un'illustrazione di Arthur Rackham (1908)

### Elementali dell'aria
- Cardine: Est o Mizrach [12]
- Nome: Silfidi (conosciute anche come il popolo degli Elfi[13])
- Colore: Celeste/Giallo
- Simbolo: aquila
- Strumento di comando: Pentacolo o stella a cinque punte [14]

A volte sono dette anche fairies, pixies, folletti o piccolo popolo.
Le silfidi sono esseri evanescenti ed ingannevoli. Vivono nei venti e si spostano seguendo le correnti d'aria. Possono raggiungere età millenarie mantenendo sempre un'apparenza giovane. Vivono in ambienti ventosi come le pianure o in alta montagna. Alle volte una silfide può però essere generata dalla danza di una o più ninfe, se la loro magia e le loro immagini sono abbastanza forti l'elementale può persistere anche dopo la fine della danza, ma deve fare ritorno per una notte al mese all'elemento da cui le ninfe hanno tratto il potere di crearlo.
Tra gli spiriti dell'aria anche le villi, esseri della notte che vagano presso i cimiteri ed i crocevia. Conosciuti dalla mitologia slava, hanno lunghi abiti bianchi e vaporosi e fanno impazzire coloro che incontrano sul loro cammino.

### Elementali dell'acqua
- Cardine: Ovest o Maarab [12]

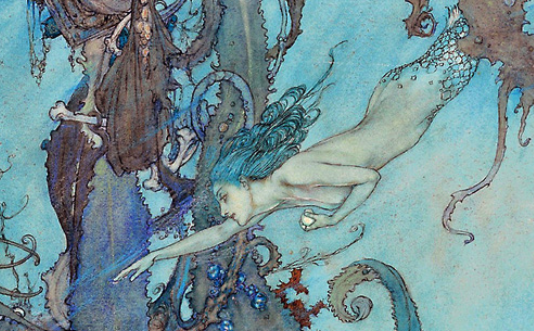
Una sirena, da un'illustrazione di Edmund Dulac (1911) per la fiaba La sirenetta

- Nome: Ondine (conosciute anche come Ninfe o come Nereidi) [13]
- Colore : Azzurro
- Simbolo: acquario
- Strumento di comando: Coppa di libagioni [14]

Le Nereidi sono gli spiriti dell'acqua, talvolta possono essere chiamate anche ondine o ninfe. Hanno le sembianze di ragazze bellissime con i capelli ricci e vaporosi e gli occhi chiari.
Altre volte si presentano come onde del mare.
Il loro canto e il loro sguardo ammalia ogni uomo, sono creature bellissime e leggere, ma possono anche essere spietate con chi distrugge il loro ambiente: l'attirano con la loro voce per poi affogarlo.

### Elementali della terra
- Cardine: Nord o Tzaphon [12]
- Nome: Gnomi (conosciuti anche come Coboldi, Pigmei, e Nani)[13]
- Colore: Marrone/Verde
- Simbolo: toro
- Strumento di comando: Spada [14]

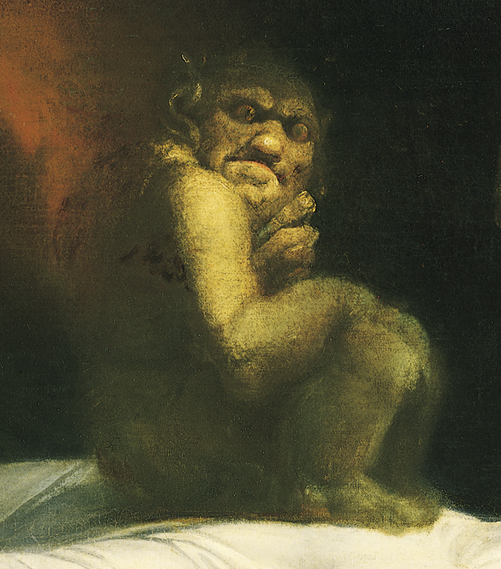
Un Coboldo, dettaglio da Incubo (1781), di Johann Heinrich Füssli

Queste piccole creature hanno delle caratteristiche differenti da quelle degli elfi. Mentre questi ultimi hanno l'aspetto slanciato, benché siano di minima statura, gli gnomi sono molto più piccoli e tozzi. Sono grandi conoscitori dei minerali, del regno sotterraneo e delle proprietà delle erbe. Vivono nei boschi e nelle grotte.

La Driade di Evelyn De Morgan

Oltre agli gnomi, tra gli elementali della terra vi sono le driadi o amadriadi, fanciulle bellissime. Indossano abiti verdi o marroni simili alle foglie o al tronco dei rami degli alberi, di solito noci o querce, sui quali trascorrono una vita riservata; si può dire, anche che la driade sia l'albero e viceversa. La vita di queste creature è legata all'albero di cui sono custodi e se l'albero muore o viene tagliato, esse seguono la sua sorte e scagliano un'orrenda maledizione (caso delle amadriadi) o sopravvivono (driadi) e si vendicano. Virgilio nelle Georgiche così descrive il pianto delle Driadi alla morte di Euridice:
Cui visse ugual: pianse l'aeria Rodope,

E il fier Pangéo, e i pian di Reso armigeri,

E il Geta, e l'Ebro, e la Cccropia Orizia.»
(Virgilio, Georgiche, IV )